# Enrique Banchs

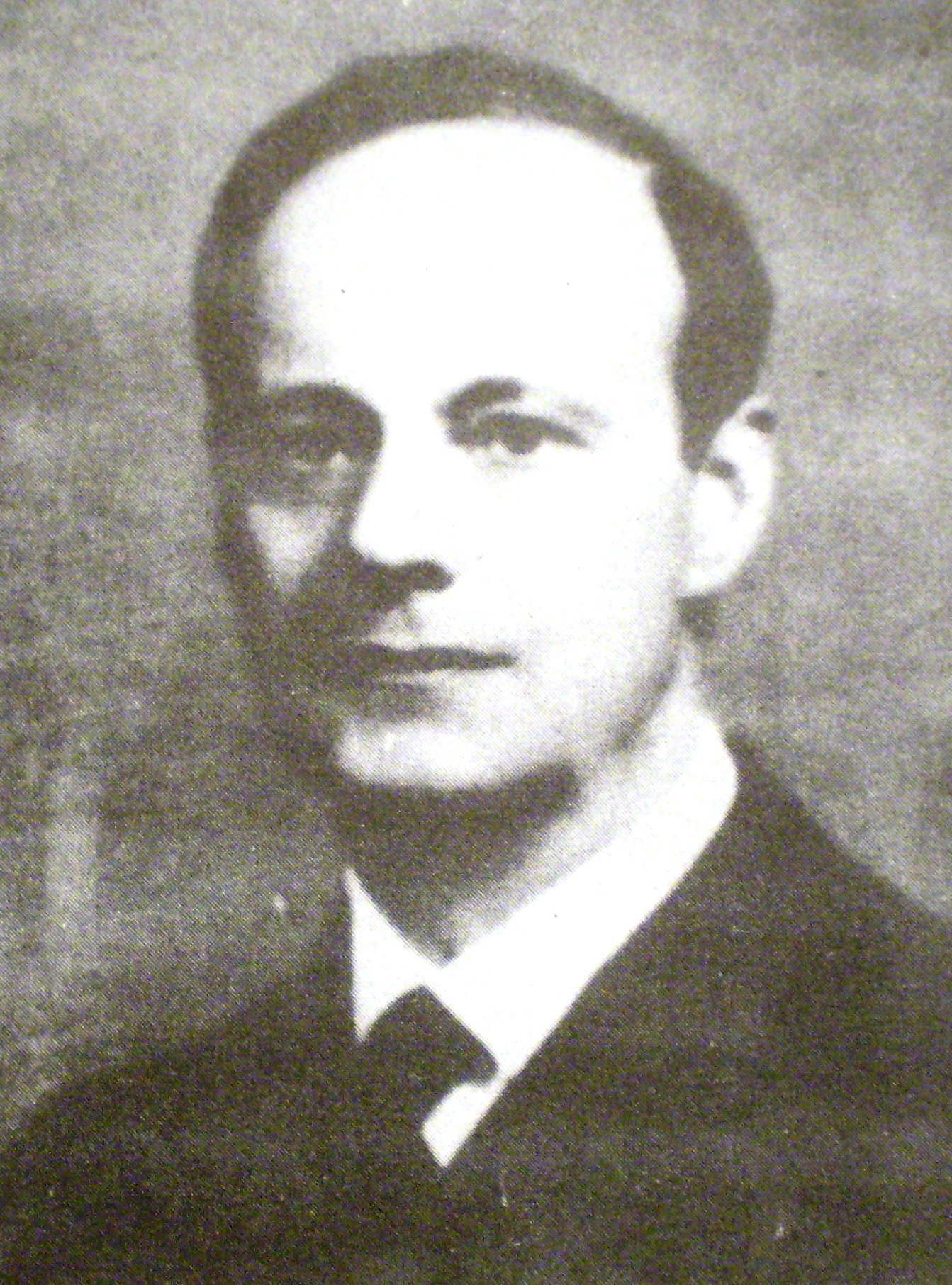
Enrique Banchs

Enrique Banchs (* 8. Februar 1888 in Buenos Aires; † 6. Juni 1968 ebenda) war ein argentinischer Lyriker. 
Banchs arbeitete als Journalist für Zeitungen und Zeitschriften wie „La Prensa“, „Átlantida“ und einige Zeit leitete er als verantwortlicher Redakteur den „El monitor de la educación común“. Während der Präsidentschaft Juan Peróns wurde Banchs verhaftet und verbrachte einige Zeit in Haft (Peronismus). 
Die Academia Argentina de Letras nahm ihn 1941 als Mitglied auf. Von Banchs' Antrittsrede erhofften sich viele eine Erklärung für sein literarisches Schweigen. Zeit seines Lebens verweigerte Banchs darüber jegliche Auskunft. 

## Rezeption
Bis zu seinem 23. Lebensjahr (1911) veröffentlichte Banchs seine vier Lyrikbände, mit denen er sich sofort Leopoldo Lugones stellte. Einige Literaturkritiker sehen in ihm heute (2010) noch einen der größten Lyriker Argentiniens. Nach Erscheinen seines Werkes „La urna“ beendete er mehr oder weniger sein literarisches Schaffen. Außer seinen journalistischen Arbeiten veröffentlichte Banchs zeit seines Lebens nur noch einige Kurzgeschichten in literarischen Zeitschriften. 
Banchs bevorzugte in seinem literarischen Schaffen die Form des Sonetts. In seinem Stil blieb er dem Klassizismus verhaftet und er ließ sich vom goldenen Zeitalter Spaniens inspirieren. 

## Werke (Auswahl)
- Las barcas. 1907.
- El libro de los elogios. 1908.
- E cascabel del halcón. 1909.
- La urna. 1911.